# Omphaliaster
Genre
Omphaliaster est un genre de champignons de la famille des Tricholomataceae.

## Liste d'espèces
Selon BioLib (18 février 2018), Catalogue of Life (18 février 2018) et Index Fungorum (18 février 2018) :
- Omphaliaster asterosporus (J.E. Lange) Lamoure 1971
- Omphaliaster borealis (M. Lange & Skifte) Lamoure 1971
- Omphaliaster ianthinocystis (Singer) T.J. Baroni 1981
- Omphaliaster kyrtosporus (E. Horak) Noordel. 1983
- Omphaliaster nauseodulcis (E. Horak) Noordel. 1983
- Omphaliaster obolus (Fr.) Urbonas 1986
- Omphaliaster palustris Kalamees 1986

Selon NCBI (18 février 2018) :
- Omphaliaster borealis